# 城南団地
城南団地（じょうなんだんち）は、大分県大分市にある住宅団地である。

## 概要
大分市市街地の南西側に広がる丘陵地の南斜面に、24万m2にわたって広がる。かつては、住所上大字永興（一部大字三芳）であり、通称町名が用いられていたが、2022年(令和4年)1月8日に住居表示が実施された。
- 城南東1丁目～2丁目 - かつて城南東町と通称された区域。
- 城南西1丁目～2丁目 - かつて城南西町と通称された区域。
- 城南南1丁目～2丁目 - かつて城南南町と通称された区域。
- 城南北1丁目～2丁目 - かつて城南北町と通称された区域。

1955年（昭和30年）に国道210号の大道トンネルが開通したことにより市街地からの交通が便利になり、1962年（昭和37年）から1965年（昭和40年）にかけて県営住宅685戸が造成された。その後もさらに住宅や宅地の分譲が行われて、最終的には合計約1,200戸の住宅団地が形成されている。
その後造成された明野団地などと比較すると規模は小さいが、大分県における住宅団地の草分けとも言うべき存在である。
団地の南側にJR九州久大本線が延びており、徒歩約5分の位置に南大分駅があるほか、団地内には大分バスが日中概ね40分おきに乗り入れている。また、これと並行して大分県道601号小挾間大分線が走り、大道トンネル手前で国道210号に接続している。県道601号から団地に続く道沿いには、福徳学院高等学校や大分市立城南小学校が位置している。

## 人口
- 世帯数 - 1,341世帯
- 総人口 - 3,005人
- 町丁別
  - 城南北町 - 世帯数 594世帯、人口 1,356人
  - 城南団地東町 - 世帯数166世帯、人口 353人
  - 城南西町 - 世帯数342世帯、人口 763人
  - 城南南町 - 世帯数239世帯、人口 533人

（2009年3月末現在、大分市統計による）